# أحلامك أوامر (مسلسل)
أحلامك أوامر هو مسلسل تلفزيوني مصري صدر عام 2007.

## قصة
يتناول المسلسل شخصية "زينب الشلقاني" (ماجدة زكي)، سيدة أعمال ثرية وامرأة عنيدة ذات سلطة وقوة دائماً تفرض بالقوة آرائها على من حولها ولكن نقطة ضعفها الوحيدة هو ابنها الأكبر "أحمد" (أحمد عزمي) الذي يعود من الخارج ويتمكن من معارضتها وتتوالى الأحداث في إطار درامي كوميدي.
أصدر عام 2007. غنت المقدمة مي كساب.

## الممثلون
- ماجدة زكي: زينب الشلقاني بطلة المسلسل
- صلاح عبد الله: فؤاد زوج زينب الثاني
- أحمد عزمي: أحمد الابن الأكبر لزينب والعائد من الخارج
- هيثم محمد: الأبن الأصغر لزينب
- ريم البارودي: فريدة أبنة زينب الشلقاني وفؤاد وتريد الزواج من عوض الشلقاني ابن خالها
- حسناء سيف الدين: غادة حبيبة مصطفي وخطيبته في النهاية
- نرمين زعزع: سكرتيرة زينب وخطيبة صلاح حفي النهاية
- أحمد عقل: محمود الشلقاني أخو زينب
- ماجد الكدواني: عوض الشلقاني أبن أخو زينب
- عفاف حمدي: فتحية زوجة محمود
- عبد الله مشرف: عم محروس سائق زينب
- هدي هاني:سحر ابنة محروس السائق وخطيبة خالد في النهاية
- رانيا يوسف: نادية زوجة فؤاد الثانية ويطلقها في نهاية المسلسل بعد ندمه وعودته لزينب
- هشام المليجي: صلاح أخو فؤاد
- سامى مغاوري: سامي موظف لدي زينب
- كريم سامي مغاوري :خالد ابن سامي
- أميرة هاني : حبيبة أحمد وزميلة فريدة

## الطاقم الفنى للعمل:
مدير الإضاءة: سمير فهمى، محمد يوسف
مدير التصوير: سامية صبحى